# Протокол Хоссбаха
Протокол Хоссбаха (нем. Hoßbach-Niederschrift, также меморандум Хоссбаха от англ. Hossbach memorandum) — протокол заседания, состоявшегося 5 ноября 1937 года с участием Адольфа Гитлера, а также военного и внешнеполитического руководства нацистской Германии, на котором Гитлер изложил свои экспансионистские планы в Европе. Своё название протокол получил по имени протоколиста, военного адъютанта Гитлера полковника графа Фридриха Хоссбаха; само заседание в историографии также часто называется «совещанием Хоссбаха». Кроме Гитлера и Хоссбаха, на заседании присутствовали министр иностранных дел барон Константин фон Нейрат, военный министр фельдмаршал Вернер фон Бломберг, главнокомандующий сухопутными войсками Вернер фон Фрич, главнокомандующий военно-морскими силами адмирал Эрих Редер и главнокомандующий военно-воздушными силам Герман Геринг. Протокол датирован 10 ноября 1937 года. Использовался как важное вещественное доказательство на Нюрнбергском процессе.
Как следует из протокола, Гитлер не планировал войны с Англией и Францией в 1939 году, но намеревался провести малые войны с целью получения доступа к источникам сырья для германской экономики. Полномасштабная европейская война с Англией и Францией планировалась на период 1943—1945 годов или ранее.

## Споры историков
Историки оценивают документ по-разному. Одна группа исследователей, включающая Герхарда Вайнберга, Андреаса Хиллгрубера и Ричарда Овери, считает документ доказательством того, что Гитлер заранее планировал начало общеевропейской войны, которая переросла во Вторую мировую. Другие историки, включая Тимоти Мэйсона, Ханса Моммзена и Иана Кершоу утверждают, что документ демонстрирует лишь импровизированную реакцию Гитлера на растущий кризис в германской экономике в конце 1930-х годов и его попытку заручиться поддержкой военных. А. Дж. П. Тейлор сомневается в аутентичности текста документа.

## Содержание протокола

### Политическое завещание Гитлера
Совещание 5 ноября 1937 года было созвано по поводу жалоб адмирала Редера на то, что военно-морской флот (Кригсмарине) не получает достаточного количества стали и другого сырья и, в результате, строительство флота находится под угрозой срыва. Ни Люфтваффе, ни сухопутные войска не были готовы пожертвовать выделенными им ресурсами, и совещание должно было разрешить этот спор. Как свидетельствует в мемуаре Николаус фон Белов, адъютант Гитлера: 

Бломберг через Хоссбаха попросил фюрера о проведении заседания для обсуждения главнокомандующими составных частей вермахта вопроса о вооружении и сырьевых ресурсах. Бросалось в глаза, что по желанию Гитлера был приглашён и имперский министр иностранных дел барон фон Нейрат. Про себя мы отметили, что Гитлер ещё никогда не проводил совещаний верхушки вермахта совместно с имперским министром иностранных дел. Особенно любопытным и обеспокоенным был личный адъютант фюрера Видеман, который как раз готовился к поездке в Соединённые Штаты.— Николаус фон Белов. Я был адъютантом Гитлера. — Смоленск; Русич, 2003.
Однако Гитлер воспользовался возможностью для изложения своей оценки внешнеполитической ситуации, заявив также, что в случае его смерти, итоги конференции надо рассматривать как его «политическое завещание». По мнению Гитлера, немецкая экономика оказалась в таком состоянии, что единственный способ предотвратить резкое падение уровня жизни в Германии состоял в переходе к агрессивной политике для расширения жизненного пространства, с захватом Австрии и Чехословакии. Кроме того, Гитлер заявил, что действовать Германии следует незамедлительно, поскольку через пять-шесть лет «два антагониста, вдохновлённых ненавистью» (Англия и Франция) смогут сократить своё отставание в гонке вооружений.
Фон Белов отмечает, что «усиливающиеся во всем мире антигерманские настроения, как их видел Гитлер, должны были оказать своё влияние на совещание 5 ноября 1937 г».:

Моё тогдашнее впечатление было таково: Гитлер хотел дать общую оценку европейской политической и военной обстановки во взаимосвязи со своими мыслями и планами относительно будущего Германии.
Он желал, при наличии определённых политических предпосылок, присоединить к рейху Австрию и Чехословакию, сделав это не позднее 1943-45 гг.
После указанного срока, считал он, можно ожидать изменения соотношения сил в Европе лишь не в нашу пользу. В таком случае он предполагал вражду Франции и Англии с Германией. Но не припоминаю, чтобы в записи назывались Польша, Россия и США.
По воспоминаниям фон Белова — «из речи Гитлера и последовавшего за нею обсуждения, которое нам обрисовал Хоссбах, мне запомнилось только то, что Бломберг, Фрич и Нейрат весьма настойчиво предостерегали насчёт враждебности со стороны Англии и Франции в любом случае и в любое время».

### Изменение отношения к Великобритании
Протокол отражает разворот в отношении Гитлера к Великобритании: если ещё в 1928 году Англия рассматривалась им как потенциальный союзник (см. Вторая книга), то в протоколе Хоссбаха она предстаёт противником, который не хочет и не может согласиться с существованием сильной Германии. Немецкий историк Клаус Хильдебранд утверждает, что меморандум ознаменовал собой начало «двойственного курса» по отношению к Великобритании. 

### Автаркия
В первой части протокола отражено желание Гитлера обеспечить полную самообеспеченность, поскольку, по его убеждению, зависимость от других государств делает Германию слабой. С точки зрения некоторых историков, это требование подразумевало подготовку Германии к конфликту, так как требовалось экономически не зависеть от государств, с которыми Германия может скоро оказаться в состоянии войны. Таким образом, утверждения в протоколе, что по некоторым видам сырья самообеспеченность невозможно реализовать, можно считать обоснованием необходимости войны.
Как следует из протокола, в области промышленного сырья частичная самообеспеченность была признана возможной, с многочисленными исключениями (в частности, было отмечено отсутствие ресурсов меди и олова), но на вопрос о возможности автаркии в области продовольствия ответом было категорическое «нет». Общее повышение уровня жизни привело к повышению потребления продуктов, а дальнейшее увеличение интенсивности сельскохозяйственного производства было признано невозможным. Поэтому автаркия была сочтена невозможной и для экономики в целом. Единственный выход Гитлер нашёл в расширении жизненного пространства, «которое во все времена было причиной образования государств и переселения народов».

### Безопасность Рейха
Вторая часть протокола содержала подробное описание реакции Германии на три возможных варианта развития ситуации в Европе, для обеспечения собственной безопасности в ситуации, когда, по мнению Гитлера, Британия и Франция всеми способами блокируют достижение внешнеполитических целей Германии, так что Германии в течение ближайших пяти лет придётся добиться самообеспеченности ресурсами захватом Восточной Европы в рамках подготовки к возможной войне с Британией и Францией: «Мы должны атаковать, пока мир готовится к обороне».
Возможность вмешательства в войну России была признана крайне сомнительной из-за «позиции Японии».

## Оценки участников
После совещания трое участников — Бломберг, Фрич и Нейрат — сочли, что предложенная внешняя политика Гитлера была слишком рискованной, поскольку Германии было необходимо дополнительное время для перевооружения. Они считали также, что варианты развития событий, которые Гитлер назвал возможными благоприятными условиями для начала войны (развитие гражданской войны в Испании, которое могло привести к франко-итальянской войне в Средиземноморье, или гражданская война во Франции), были слишком маловероятны. Было также высказано мнение о том, что любая германская агрессия в Восточной Европе приведёт к войне с Францией из-за французской системы альянсов, а в случае франко-германской войны Англия почти гарантированно вмешается, не рискуя оказаться с перспективой французского поражения. Поэтому было решено, что любое нападение Германии на страны Восточной Европы втянет Германию в войну с англичанами и французами до того, как Германия будет полностью перевооружена и готова к войне с другими «великими державами». Фрич, Бломберг и Нейрат посоветовали Гитлеру ждать завершения перевооружения, а не следовать крайне рискованной стратегии малых войн (у присутствующих на совещании не было моральных возражений против стратегии Гитлера, разногласие было только в вопросе о сроках). К февралю 1938 года Нейрат, Фрич и Бломберг были сняты со своих должностей. Некоторые историки, включая Джона Уилера-Беннетта и Уильяма Ширера, считают, что Бломберг, Фрич и Нейрат были уволены из-за своей оппозиции к планам, выраженным в протоколе.

## Сомнения в точности протокола
Достоверность протокола Хоссбаха была оспорена некоторыми историками, например А. Дж. П. Тейлором, на следующих основаниях:
- Хоссбах не делал записей во время совещания и составил свой протокол через пять дней после него.
- Гитлер, ссылаясь на свою занятость, дважды отклонил просьбу Хоссбаха ознакомиться с этим протоколом, несмотря на то, что тот — якобы — содержал запись политического завещания Гитлера.
- Существующий на данное время протокол Хоссбаха является копией, сделанной американцами в ходе подготовки к Нюрнбергскому процессу, с копии оригинального документа, сделанной немецким офицером Киршбахом в 1943 году.
- По мнению и Хоссбаха и Киршбаха американская копия была сокращена и отредактирована. В частности, по утверждению Киршбаха, из американской копии исчезли критические замечания Нейрата, Бломберга и Фрича относительно использованной Гитлером аргументации. Однако, проверить эти утверждения невозможно вследствие того, что как выполненный Хоссбахом оригинал, так и сделанная Киршбахом копия с него исчезли.
- На Нюрнбергском процессе Геринг, Бломберг и Нейрат отрицали подлинность этого документа.

Резюмируя свою позицию относительно подлинности меморандума Хоссбаха, А. Дж. П. Тейлор пишет, что он не только не является официальным документом, но и представляет собой весьма щекотливый вопрос. И что продолжать ссылаться на него могут только те люди, которые «верят в доказательства, предъявляемые на политических процессах».